# Amor nello specchio
Pour plus de détails, voir Fiche technique et Distribution.
Amor nello specchio est un film italien réalisé par Salvatore Maira, sorti en 1999.

## Synopsis
En France, au XVIIe siècle, une actrice de théâtre, mariée au chef de sa troupe, tombe amoureuse de la nouvelle actrice principale.

## Fiche technique
- Titre : Amor nello specchio
- Réalisation : Salvatore Maira
- Scénario : Salvatore Maira et Francesco Marcucci
- Musique : Nicola Piovani
- Photographie : Maurizio Calvesi
- Montage : Alfredo Muschietti
- Production : Gian Mario Feletti et Mariella Li Sacchi
- Société de production : Factory Films, GMF, Rai
- Pays :  Italie
- Genre : Drame
- Durée : 104 minutes
- Dates de sortie : 
  -  Italie : 19 novembre 1999

## Distribution
- Anna Galiena : Virginia
- Peter Stormare : Giovanni Andreini
- Simona Cavallari : Lidia
- Jacques Sernas : le prince Bassompierre
- Maurizio Micheli : Algarotti
- Eugenio Allegri : Tristano Martinelli
- Quinto Parmeggiani : le père Attanasio
- Antonello Aglioti : le duc de Mantoue
- Fiammetta Baralla : Jalia
- Alessandra Borgia : Bernetta
- Francesco Feletti : le roi Louis XIII
- Claudio Guain : Nicolas della Vigna

## Distinctions
Lors de la 45e cérémonie des David di Donatello, le film est nommé au David di Donatello du meilleur décorateur.